# 羽生村 (福井県)
羽生村（はにゅうむら）は福井県大野郡にあった村。現在の福井市の東端、越美北線と国道158号の沿線にあたる。

## 地理
- 山岳：草間岳

## 歴史
- 1889年（明治22年）4月1日 - 町村制の施行により、大野郡南西俣村、東俣村、南宮地村、川上村、計石村、野波村、大宮村、縫原村、仁位村、薬師村及び間戸村の区域をもって、大野郡羽生村が発足する。
- 1955年（昭和30年）2月11日 - 大野郡芦見村、羽生村、上味見村、下味見村、足羽郡上宇坂村及び下宇坂村が合併して、足羽郡美山村が発足する。

## 交通

### 鉄道路線
現在は旧村域に越美北線の越前薬師駅・越前大宮駅・計石駅が所在するが、当時は未開業。

### 道路
- 国道158号